# Dațkî, Ciudniv
Dațkî (în ucraineană Дацьки) este un sat în comuna Babușkî din raionul Ciudniv, regiunea Jîtomîr, Ucraina.

## Demografie
Componența lingvistică a localității Dațkî
     Ucraineană (99,3%)
     Alte limbi (0,7%)
Conform recensământului din 2001, majoritatea populației localității Dațkî era vorbitoare de ucraineană (99,3%), existând în minoritate și vorbitori de alte limbi.